# 科里尼亚克
科里尼亚克（法語：Corignac，法語發音：[kɔʁiɲak]）是法国滨海夏朗德省的一个市镇，位于该省南部，属于容扎克区。

## 地理
科里尼亚克（45°14'54"N, 0°23'29"W）面积11.57 平方千米，位于法国新阿基坦大区滨海夏朗德省，该省份为法国西部滨海省份，北起旺代省，西临大西洋，南至吉倫特省，东南接多爾多涅省，东北接德塞夫勒省接壤，东临夏朗德省。
与科里尼亚克接壤的市镇（或旧市镇、城区）包括：比萨克福雷、谢普尼耶、瑞萨、蒙唐德尔、多讷扎克。

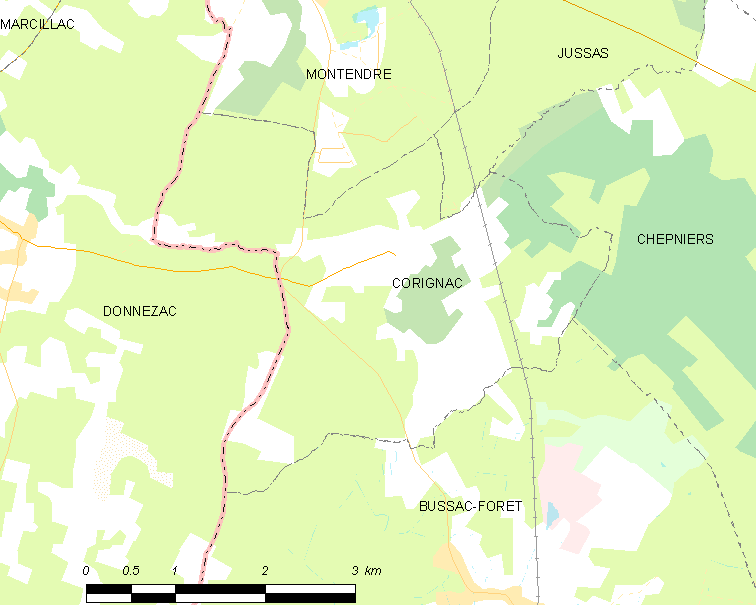
科里尼亚克的OSM定位图

科里尼亚克的时区为UTC+01:00、UTC+02:00（夏令时）。

## 行政
科里尼亚克的邮政编码为17130，INSEE市镇编码为17118。

## 政治
科里尼亚克所属的省级选区为三山县。

## 人口

1962-2008年间科里尼亚克人口变化图示

科里尼亚克于2022年1月1日时的人口数量为328人。